# Igeltjärnen (Hackås socken, Jämtland)
Igeltjärnen är en sjö i Bergs kommun i Jämtland och ingår i Indalsälvens huvudavrinningsområde.